# Соцки-Войническу, Мирча Николаевич
Ми́рча Никола́евич Со́цки-Войниче́ску (10 февраля 1950, Бельцы, Молдавская ССР — 30 декабря 2008, Кишинёв, Молдавия) — советский и молдавский актёр театра и кино, педагог.

## Биография
Окончил Театральное училище им. Б. В. Щукина (1971). С 1971 года — актёр молодёжного театра «Лучафэрул». В кино с 1969 года, первая роль — Пичул в фильме Эмиля Лотяну «Это мгновение».
В 2007 году поставил документальный фильм «Мой театр — моя жизнь». Работал преподавателем в Кишинёвском государственном институте искусств им. Г. Музическу. 

Брат — актёр Виктор Соцки-Войническу.
Умер в 2008 году в Кишинёве.

## Фильмография
1. 1969 — Это мгновение — Пичул
2. 1969 — Один перед любовью — Павел Ионашку, журналист
3. 1971 — Лаутары — эпизод
4. 1974 — Если хочешь быть счастливым— Поддар
5. 1975 — Восход над Гангом — Ммондип
6. 1976 — Случай на фестивале — Павел Кирошка
7. 1978 — Подозрительный
8. 1978 — Агент секретной службы
9. 1979 — Аист
10. 1980 — Овод — Марконе
11. 1983 — Тайна виллы «Грета» — эпизод
12. 1984 — Парашютисты — тренер
13. 1987 — Акселератка
14. 1988 — Государственная граница. Фильм 8-й: На дальнем пограничье — Тагир
15. 1989 — Похищение чародея
16. 1989 — Сувенир для прокурора — Мирча Николаевич Сандулесу
17. 1991 — Побег на край света
18. 1993 — Серые волки — Машитов